# Grsync

Grsync est une interface graphique pour l'outil de synchronisation de fichier rsync  sur les systèmes Unix/Linux. Il existe également des ports de Grsync sous Windows et Mac OS X. Grsync est disponible sous licence GPL (il s'agit donc d'un Logiciel libre), et utilise la boîte à outils GTK+.
Il peut être utilisé efficacement pour synchroniser des répertoires locaux et supporte les systèmes de fichiers à distance (de manière limitée).